# Municipio de Lower Swatara
El municipio de Lower Swatara (en inglés: Lower Swatara Township) es un municipio ubicado en el condado de Dauphin en el estado estadounidense de Pensilvania. En el año 2000 tenía una población de 8.149 habitantes y una densidad poblacional de 259.6 personas por km².

## Geografía
El municipio de Lower Swatara se encuentra ubicado en las coordenadas 40°14′00″N 76°45′29″O / 40.23333, -76.75806.

## Demografía
Según la Oficina del Censo en 2000 los ingresos medios por hogar en la localidad eran de $48,940 y los ingresos medios por familia eran de $58,203. Los hombres tenían unos ingresos medios de $39,980 frente a los $29,436 para las mujeres. La renta per cápita de la localidad era de $23,271. Alrededor del 5,1% de la población estaba por debajo del umbral de pobreza.